# Synaldis nakhonensis
Synaldis nakhonensis är en stekelart som beskrevs av Fischer 2003. Synaldis nakhonensis ingår i släktet Synaldis och familjen bracksteklar. Inga underarter finns listade i Catalogue of Life.